# 红翅䳍
红翅䳍（学名：Rhynchotus rufescens），是䳍形目䳍科的一种鸟类。

## 特征
红翅䳍体重约843.47克，翼长约208.8毫米，嘴峰长约41.5毫米，喙宽度约8.8毫米，喙厚度约8.7毫米，跗蹠长约56.6毫米，尾长约56.6毫米。红翅䳍在其分布区内为留鸟，其栖息在开放的草原环境中。食性为草食性。

## 亚种
- ：分布于巴西中部和东北部。
- ：分布于秘鲁东南部至玻利维亚、巴拉圭东部、巴西东南部和阿根廷东北部。
- ：分布于阿根廷北部（东福莫萨省至里奥内格罗省）。[4]